# Takanaga
Le prince Takanaga (尊良親王, Takanaga shinnō) (1310 – 7 avril 1337) est le deuxième fils de l'empereur Go-Daigo du Japon et prend part aux guerres de son père de l'époque Nanboku-chō. Comme le kanji utilisé pour écrire « Takanaga » peut aussi être lu « Takayoshi », le prince est parfois aussi connu sous ce nom.
Nommé Seitō Shōgun (commandant en chef de la défense de l'est) en novembre 1335, il est chargé avec Nitta Yoshisada de détruire les dirigeants Ashikaga Takauji et Ashikaga Tadayoshi de la Cour du nord. Il participe à un certain nombre de batailles aux côtés de Nitta et mène sa propre armée assiéger Kyoto.
L'année suivante, il est envoyé avec son frère, le prince Tsunenaga, escorté par Nitta Yoshiaki, dans la province d'Echizen où, espère-t-on, ils pourront échapper aux attaques des Ashikaga. Fuyant les Ashikaga, Nitta éloigne les princes de Yoshino, où réside la Cour du sud de Go-Daigo, vers Tsuruga dans Echizen. Ils connaissent une terrible défaite à la bataille de Minatogawa mais survivent et arrivent finalement au château de Kanegasaki. En janvier 1337, le château est assiégé et en avril les assiégés en sont réduits à manger de la viande de cheval pour survivre et ont presque recours au cannibalisme avant de se rendre. Takanaga et Yoshiaki se suicident avant la chute du château.

## Source de la traduction
- (en) Cet article est partiellement ou en totalité issu de l’article de Wikipédia en anglais intitulé « Prince Takanaga » (voir la liste des auteurs).